# Claire Bouanich
Claire Bouanich (ur. 12 lipca 1994 w Les Lilas, dep. Sekwana-Saint-Denis) – francuska aktorka. Zadebiutowała w 2002 roku w filmie Motylek, w którym zagrała razem z innym francuskim aktorem Michelem Serraultem.

## Filmografia[1][2]

### Filmy fabularne
- 2002: Motylek (Le Papillon) – Elsa
- 2005: Dom Niny (La Maison de Nina) – mały Anioł
- 2006: Le Prestige de la mort – Arielle Moullet/Sally/Chanteuse
- 2007: La promeneuse d'oiseaux – mała Sarah
- 2007: Big City – panna Robinson
- 2009: Cendres et Sang, (Ashes and Blood) – Mira
- 2011: Łup (La Proie) – Mélissa
- 2011: Le monde à ses pieds – Chloé

### Filmy krótkometrażowe
- 2006: Le litre de lait – Anne

### Głosy (dubbing)
- 2004: Pride – mała Suki (wersja francuska)